# Charaxes lampedo
Charaxes lampedo är en fjärilsart som beskrevs av Jacob Hübner 1816. Charaxes lampedo ingår i släktet Charaxes och familjen praktfjärilar. Inga underarter finns listade i Catalogue of Life.